# صموئيل جيلمان
صموئيل جيلمان (بالإنجليزية: Samuel Gilman)‏ هو كاتب أمريكي، ولد في 1791، وتوفي في 1858.

## روابط خارجية
- صموئيل جيلمان على موقع ميوزك برينز (الإنجليزية)